# Webbsida
Webbsida är en enstaka sida på en webbplats.
Tekniskt är en webbsida en textfil uppbyggd av till exempel Hypertext Markup Language (HTML) eller Extensible Hypertext Markup Language (XHTML) som kan läsas av en webbläsare.
Det är möjligt för en webbsida att integrera olika typer av resurser. Dessa inkluderar stilinformation, som är ansvarig för hur sidan ser ut, skript som lägger till interaktion med en webbsida och media som innehåller ljudeffekter, bilder och videor. 

## Nomenklatur
Ordet webbsida används ibland felaktigt med betydelsen ”webbplats”, vilket leder till att orden förväxlas.
Ordet hemsida (engelska: Home page) används också ibland som synonym till webbsida, men kan även ha andra betydelser. På grund av detta rekommenderar Svenska datatermgruppen att man undviker ordet till förmån för mer precisa ord som ”webbplats”, ”webbsida”, ”ingångssida” och ”startsida” i de olika betydelserna.